# 曼達拉欣豐虎航
曼達拉欣豐虎航，前稱曼達拉航空，是一家总部位于印尼雅加达的定期国内航空公司。
2011年1月13日，曼達拉航空疑因債務重組，即時停飛所有航班。於2012年，欣豐虎航收購曼達拉航空，並易名為曼達拉欣豐虎航。2014年6月19日，新加坡低成本航空虎航集团宣布，曼達拉欣豐虎航（又稱虎航印尼）將2014年7月1日開始停業。

## 2005年9月5日坠机事件
上午9时40分，一架该公司波音737-200喷气式客机起飞后一分钟在距苏门答腊岛东北部城市棉兰博罗尼亚机场跑道500米的一个人口密集的住宅区坠毁并燃起大火，机上包括111名乘客及5名机组人员。飞机上载有数名政府高级官员，包括原计划飞抵首都雅加达会晤总统的北苏门答腊省省长，亚齐省代理省长也在出事飞机上。出事现场发现了137具尸体。有15名乘客死里逃生，另外地面上还有47人死亡。有两名中国公民在此次事故中丧生，他们是来自中国福建省莆田的许峰春和徐天武。初步调查发现客机上的一部发动机存在燃料供给问题。

## 機隊

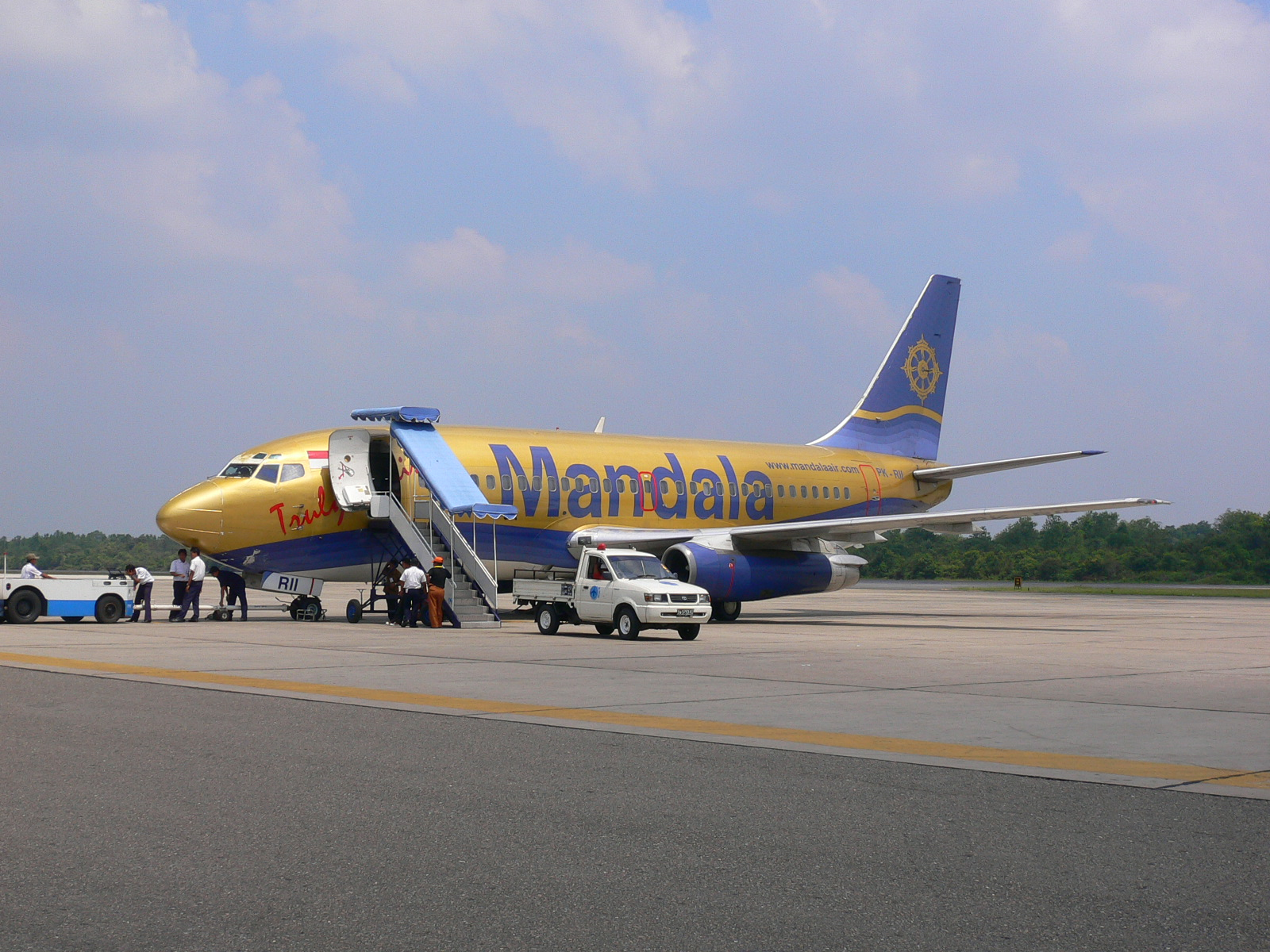
已退役的波音737-200

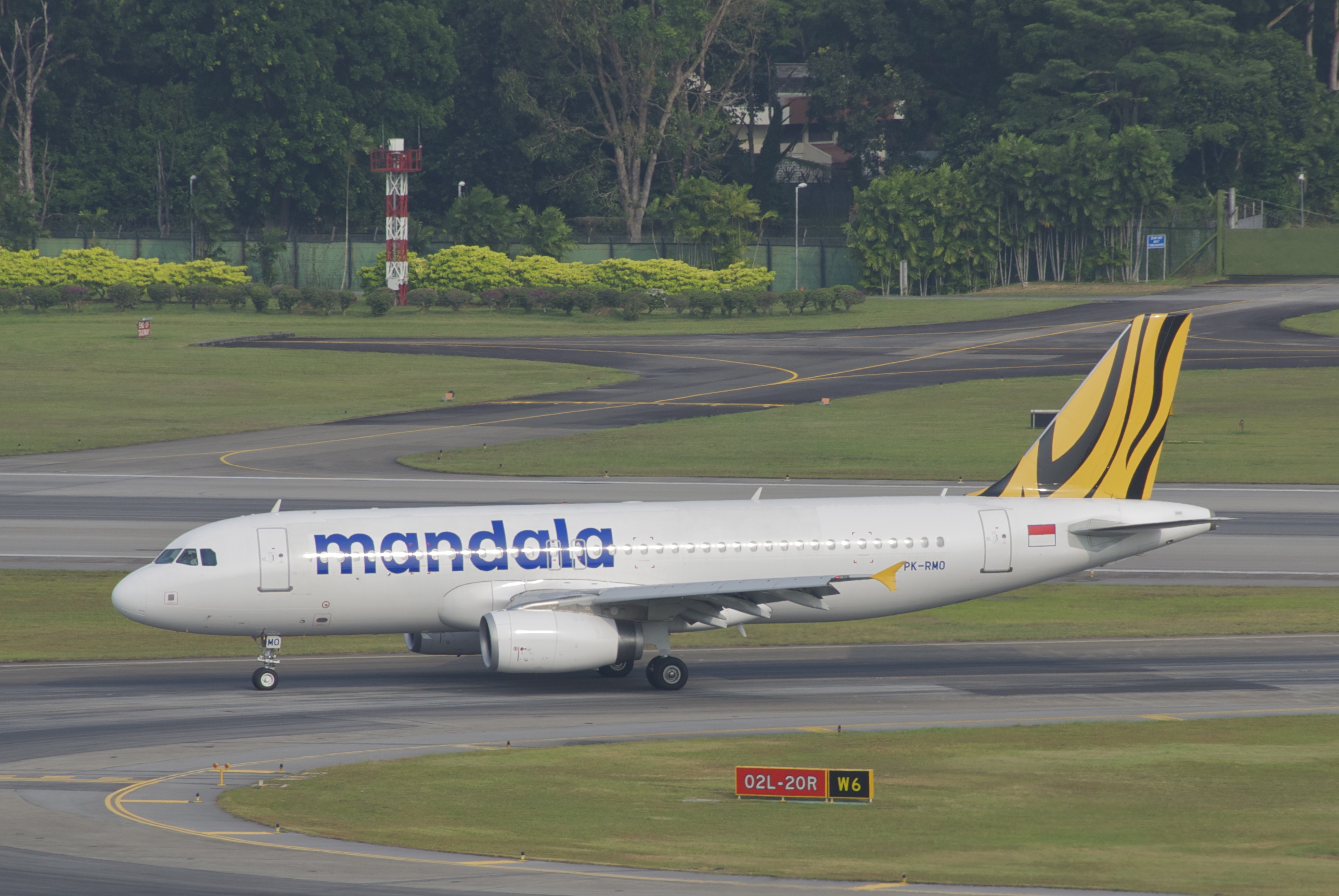
曼達拉欣豐虎航空中巴士A320-200

雖然曼達拉航空只設有一個等級客艙，但其機隊於2009年初起全面更新，令它以5.8年的平均機齡，成為全印尼平均機齡最低的航空公司。

### 現有機隊
| 機型             | 數量 | 載客量 |
| ---------------- | ---- | ------ |
| 空中巴士A319-132 | 2    | 144    |
| 空中巴士A320-232 | 6    | 180    |
| 總數             | 8    |        |

### 已退役飛機
- 洛歇L-188 Electra（1992年退役）
- 維克斯Viscount（1992年退役）
- Hawker Siddeley HS 748
- 福克F28-3000／-4000
- YS-11
- 安-12（由索菲亞航空營運）
- 波音727-200
- 波音737-200（2008年2月全面退役）
- 波音737-400（2009年1月全面退役）